# Atypus heterothecus
Atypus heterothecus är en spindelart som beskrevs av Zhang 1985. Atypus heterothecus ingår i släktet Atypus och familjen pungnätsspindlar. Inga underarter finns listade.